# Neomerinthe hemingwayi
Neomerinthe hemingwayi е вид лъчеперка от семейство Scorpaenidae. Видът не е застрашен от изчезване.

## Разпространение и местообитание
Разпространен е в Мексико (Веракрус и Кампече) и САЩ (Вирджиния, Джорджия, Ню Джърси, Северна Каролина, Тексас, Флорида и Южна Каролина).
Обитава крайбрежията на морета, заливи и рифове. Среща се на дълбочина от 45 до 230 m, при температура на водата от 16,7 до 23,7 °C и соленост 36,1 – 36,5 ‰.

## Описание
На дължина достигат до 40 cm.